# Portsalon
Portsalon (irisch Port an tSalainn) ist eine zum Townland Croaghross (irisch Creamhros) gehörende Ortschaft im County Donegal.
Portsalon liegt am westlichen Ufer des Meeresarmes Lough Swilly auf der Halbinsel Fanad im äußersten Norden Donegals und damit auch der irischen Insel, gegenüber der Halbinsel Inishowen östlich des Lough Swilly. Die nächstgelegenen Orte sind Milford und Rathmullan.
Seit der zweiten Hälfte des 20. Jahrhunderts hat Portsalon sich zu einem beliebten Badeort entwickelt, nicht zuletzt, da der Strand südlich von Portsalon als einer der schönsten Strände Europas gilt. In der Folge entstand eine Reihe von Ferienhäusern in der Region.